# Kevin Icardi
Kevin Icardi (n. 28 de noviembre de 1989, Cruz Alta, Provincia de Córdoba) es un expiloto argentino de automovilismo de velocidad. Iniciado en el ámbito del karting, compitió en esta especialidad entre los años 1996 y 2004 obteniendo títulos en diferentes categorías zonales y nacionales.
Debutó profesionalmente en el año 2005, compitiendo en la categoría Fórmula Renault Argentina, donde supo lograr victorias entre los años 2008 y 2010. Sus actuaciones le valieron en el año 2009 la posibilidad de competir como piloto invitado en la categoría de turismos Turismo Competición 2000. Sin embargo, a pesar de haber sabido demostrar buen potencial durante su paso por esta categoría, su carrera se vio empañada al ser protagonista en la definición del campeonato del año 2010, al ejecutar una controversial maniobra contra el piloto Franco Vivian en la última carrera del año, favoreciendo la consagración de Nicolás Trosset, ocasional compañero de Icardi. Ante la gravedad del episodio, Icardi finalmente fue sancionado con un año de inhabilitación para competir en cualquier categoría del automovilismo argentino.
Tras finalizar dicha suspensión, Icardi retornó a la actividad en el año 2012 siendo contratado por el piloto José Savino para debutar en la categoría de turismos TC Pista Mouras, al comando de un Ford Falcon. En dicha categoría, Icardi volvió a demostrar una buena performance, cerrando el campeonato en la tercera colocación y logrando el ascenso a la divisional TC Mouras.
Finalmente y tras a pesar de haber obtenido el pase al TC Mouras, en 2013 inició su temporada debutando en la Clase 3 del Turismo Nacional, donde tras competir en tres carreras con un Fiat Linea del equipo de Edgardo Porfiri, resolvió bajarse de la misma alegando problemas presupuestarios. Sin embargo, en las fechas siguientes consiguió acordar su ingreso al TC Mouras junto al equipo de Cristian Ávila. A pesar de ello, no logró la continuidad deseada y sólo consiguió participar en 4 competencias, tras las cuales terminó por alejarse de la actividad.

## Trayectoria
| Año       | Categoría                             | Marca            |
| --------- | ------------------------------------- | ---------------- |
| 1996-2004 | Piloto de karts                       | Karting          |
| 2005      | Debut en la Fórmula Renault Argentina | Crespi-Renault   |
| 2006      | Fórmula Renault Argentina             | Tito 02-Renault  |
| 2007      | Fórmula Renault Argentina             | Tito 02-Renault  |
| 2008      | Fórmula Renault Argentina             | Tito 02-Renault  |
| 2009      | Fórmula Renault Argentina             | Tito 02-Renault  |
| 2009      | Invitado TC 2000                      | Toyota Corolla X |
| 2010      | Fórmula Renault Argentina             | Tito 02-Renault  |
| 2012      | Debut en TC Pista Mouras              | Ford Falcon      |
| 2013      | Debut en TN Clase 3, 3 carreras       | Fiat Linea       |
| 2013      | Debut en TC Mouras, 4 carreras        | Ford Falcon      |

- [8]

## Resultados

### Turismo Competición 2000
| Año  | Equipo      | Auto             | 1  | 2  | 3   | 4   | 5   | 6   | 7  | 8   | 9   | 10  | 11  | 12  | 13  | Res. | Puntos |
| ---- | ----------- | ---------------- | -- | -- | --- | --- | --- | --- | -- | --- | --- | --- | --- | --- | --- | ---- | ------ |
| 2009 |             |                  | AG | GR | OBE | SMM | TRH | RES | BA | CEN | SFE | SFE | SJU | SJU | PDF | -    | -      |
| 2009 | Basalto TTA | Toyota Corolla X |    |    |     |     |     |     |    |     |     |     |     |     | Ret | -    | -      |

### TC Pista Mouras
| Año          | Año         | Fechas | Fechas | Fechas | Fechas | Fechas | Fechas | Fechas | Fechas | Fechas | Fechas | Fechas | Fechas | Fechas | Fechas | Posición final     |
| Equipo       | Automóvil   | Fechas | Fechas | Fechas | Fechas | Fechas | Fechas | Fechas | Fechas | Fechas | Fechas | Fechas | Fechas | Fechas | Fechas | Posición final     |
| ------------ | ----------- | ------ | ------ | ------ | ------ | ------ | ------ | ------ | ------ | ------ | ------ | ------ | ------ | ------ | ------ | ------------------ |
| 2012         | 2012        | 01     | 02     | 03     | 04     | 05     | 06     | 07     | 08     | 09     | 10     | 11     | 12     | 13     | 14     | 3º (120.25 puntos) |
| Savino Sport | Ford Falcon | 1º     | 4º     | 12     | 3º     | NP     | 3º     | 6º     | 4º     | 7º     | 23     | 21     | 27     | 2º     | 11     | 3º (120.25 puntos) |

### Resultados completos TC Mouras
| Año                | Año         | Fechas | Fechas | Fechas | Fechas | Fechas | Fechas | Fechas | Fechas | Fechas | Fechas | Fechas | Fechas | Fechas | Fechas | Posición final      |
| Equipo             | Automóvil   | Fechas | Fechas | Fechas | Fechas | Fechas | Fechas | Fechas | Fechas | Fechas | Fechas | Fechas | Fechas | Fechas | Fechas | Posición final      |
| ------------------ | ----------- | ------ | ------ | ------ | ------ | ------ | ------ | ------ | ------ | ------ | ------ | ------ | ------ | ------ | ------ | ------------------- |
| 2013               | 2013        | 01     | 02     | 03     | 04     | 05     | 06     | 07     | 08     | 09     | 10     | 11     | 12     | 13     | 14     | 26º (100.00 puntos) |
| Ávila Racing       | Ford Falcon |        |        |        |        |        | 10     |        |        |        |        |        |        |        |        | 26º (100.00 puntos) |
| Werner Competición | Ford Falcon |        |        |        |        |        |        |        |        | 19     | 11     | 18     | NP     | NP     | NP     | 26º (100.00 puntos) |